# Список об'єктів Світової спадщини ЮНЕСКО в Угорщині
У списку об'єктів Світової спадщини ЮНЕСКО в Угорщині налічується 8 найменувань (станом на 2015 рік).
У цій таблиці об'єкти розташовані в порядку їх додавання до списку Світової спадщини ЮНЕСКО.
Кольорами у списку позначено:
| № | Зображення | Назва | Місцеположення                                         | Час створення      | Час внесення до списку | №                                                     | Критерії |
| - | ---------- | --- | ------------------------------------------------------ | ------------------ | ---------------------- | ----------------------------------------------------- | -------- |
| 1 |            | Будапешт: береги Дунаю, Замковий квартал Буди та проспект Андраші (угор. Budapest: Duna-part, Budai várnegyed és Andrássy út)                                        | Будапешт                                               | XII століття       | 1987 2002              | 400 [Архівовано 19 липня 2017 у Wayback Machine.]     | ii, iv   |
| 2 |            | Історичне село Голоке і його оточення (угор. Hollókő ófalu és táji környezete)                                                                                       | Медьє Ноград                                           | XVIII століття     | 1987                   | 401 [Архівовано 19 липня 2017 у Wayback Machine.]     | v        |
| 3 |            | Печери Аггтелека і Словацького Карсту (угор. Az Aggteleki-karszt és a Szlovák-karszt)                                                                                | Медьє Боршод-Абауй-Земплен (спільно зі Словаччиною )   |                    | 1995                   | 725 [Архівовано 19 липня 2017 у Wayback Machine.]     | viii     |
| 4 |            | Тисячолітній бенедиктинський монастир в Паннонхальмі та його природне середовище (угор. Az ezeréves Pannonhalmi Bencés Főapátság és közvetlen természeti környezete) | Медьє Дьйор-Мошон-Шопрон                               | XIII століття      | 1996                   | 758 [Архівовано 29 листопада 2005 у Wayback Machine.] | iv, vi   |
| 5 |            | Національний парк Гортобадь — Пуста (угор. Hortobágyi Nemzeti Park — Puszta)                                                                                         | Медьє Гайду-Бігар                                      |                    | 1999                   | 474 [Архівовано 19 липня 2017 у Wayback Machine.]     | iv, v    |
| 6 |            | Ранньохристиянський некрополь міста Печ (Сопіана) (угор. Pécsi ókeresztény sírkamrák)                                                                                | Печ                                                    | IV століття        | 2000                   | 853 [Архівовано 19 липня 2017 у Wayback Machine.]     | iii, iv  |
| 7 |            | Культурний ландшафт Ферте / Нойзідлерзее (англ. Fertö / Neusiedlersee Cultural Landscape)                                                                            | Угорщина Медьє Дьєр-Мошон-Шопрон (спільно з Австрією ) | XVIII—XIX століття | 2001                   | 772                                                   | v        |
| 8 |            | Історичний культурний ландшафт виноробного району Токай (угор. Tokaj-hegyaljai történelmi borvidék)                                                                  | Медьє Боршод-Абауй-Земплен                             |                    | 2002                   | 1063 [Архівовано 19 липня 2017 у Wayback Machine.]    | iii, v   |